# Hisba
Die Hisba (arabisch حسبة, DMG ḥisba) ist im Islam eine Pflicht (Das Rechte gebieten und das Verwerfliche verbieten) und war des Weiteren historisch eine religiöse Institution unter der Autorität des Staates für die Wahrung der Ordnung der Scharia: Kontrolle des öffentlichen Raums und Aufsicht über die Märkte. Derjenige, der die Hisba vollzieht, wird Muhtasib genannt.

## Hisba als kollektive Pflicht der Muslime
Hisba ist die Pflicht jedes Muslims, zu gebieten, was recht ist, und zu verbieten, was verwerflich ist (Das Rechte gebieten und das Verwerfliche verbieten). Diese Pflicht wird auf den Koran zurückgeführt, in dem von der Umma (Glaubensgemeinde) gesagt wird:

„Und aus euch soll eine Gemeinde werden, die zum Guten einlädt und das gebietet, was Rechtens ist, und das Unrecht verbietet; und diese sind die Erfolgreichen.“

„Ihr seid die beste Gemeinde, die für die Menschen entstand. Ihr gebietet das, was Rechtens ist, und ihr verbietet das Unrecht, und ihr glaubt an Allah. Und wenn die Leute der Schrift geglaubt hätten, wahrlich, es wäre gut für sie gewesen! Unter ihnen sind Gläubige, aber die Mehrzahl von ihnen sind Frevler“

Weitere Koranstellen, in denen diese Norm erwähnt wird, sind Sure 7,157; Sure 9,71 und 112; Sure 22,41. 
In der islamischen Rechtstheorie hat al-Ghazālī diese moralische Verpflichtung des Muslims gegenüber seinem Mitmenschen und mit Hinweis auf die oben genannte koranische Norm erstmals ausführlich beschrieben. Ihm folgte Ibn Taimiya mit einem eigenen Hisba-Traktat. Bei der Ermittlung dessen, was recht, und dessen, was verwerflich ist, kommt es freilich auf die Interpretation der Scharia an.

## Die Hisba als Amt
In den meisten islamischen Staaten des Mittelalters und der Frühen Neuzeit war die Hisba in Form eines öffentlichen Amtes organisiert. Derjenige, der das Hisba-Amt versah, wurde Muhtasib genannt und war meist dem Qādī unterstellt. Er sorgte dafür, dass Kaufgeschäfte mit den Grundsätzen des islamischen Rechts übereinstimmen, und kontrollierte die ordnungsgemäße Abwicklung der Geschäfte. Ähnliche Aufgaben erfüllte in hellenistischer und frühbyzantinischer Zeit der Agoranomos (ἀγορανόμος). Der Muhtasib kümmert sich aber auch darum, dass die Gebetszeiten, Kleidungsvorschriften, Kopftuchpflicht und Kundgebungsverbote beachtet werden und Männer und Frauen im Umgang miteinander „Sitte und Anstand“ wahren.
Der Rechtsgelehrte al-Māwardī (972–1058) beschreibt in seinem Buch al-Aḥkām al-sulṭānīya die Hisba als ein Amt in der Mitte zwischen den Regeln des Qādī-Amtes und den Regeln des Amts der Rechtsbeschwerden (maẓālim). Mit dem Qādī-Amt hat die Hisba nach al-Māwardī zwei Gemeinsamkeiten, zwei Punkte, bei denen die Hisba beschränkter ist als das Qādī-Amt, und zwei Punkte, in denen die Hisba über das Qādī-Amt hinausgeht. 
- Die beiden Gemeinsamkeiten sind: 1. bei beiden Ämtern kann bei Rechtsverletzungen um Beistand gebeten und Klage erhoben werden; 2. die Inhaber der beiden haben das Recht, den Beklagten dazu zu zwingen, das zu leisten, was ihm obliegt.
- Die beiden Punkte, bei denen die Hisba gegenüber dem Qādī-Amt beschränkter ist, sind: 1. die Hisba ist nur für Klagen zuständig, die offensichtliche Verfehlungen betreffen, nicht aber für Klagen, die Verträge oder Transaktionen betreffen; 2. die Hisba ist nur für anerkannte Rechtsansprüche zuständig.
- Die zwei Punkte, bei denen die Hisba über das Qādī-Amt hinausgeht, sind: 1. derjenige, der für die Hisba zuständig ist, darf hinsichtlich der von ihm überwachten Gebote und Verbote selbständig Ermittlungen durchführen, im Gegensatz zum Qādī, der nur dann ermitteln darf, wenn sich ein Kläger an ihn wendet; 2. derjenige, der für die Hisba zuständig ist, hat hinsichtlich von Vergehen die Zwangsgewalt des Staates und kann sich auf Ordnungsschützer stützen, die Qādīs dagegen nicht.

Im Verhältnis zwischen Hisba und dem Amt der Rechtsbeschwerden sieht al-Māwardī eine Gemeinsamkeit und einen Unterschied. Die Gemeinsamkeit hat zwei Aspekte, nämlich die Ehrfurcht, die mit der staatlichen Gewalt verbunden ist, und die Zulässigkeit des Einschreitens im Falle von Übergriffen. Der Unterschied gliedert sich ebenfalls in zwei Aspekte. Einerseits ist das Amt der Rechtsbeschwerden für die Dinge zuständig, zu denen der Qādī nicht imstande ist, während die Hisba für die Dinge zuständig ist, von denen der Qādī befreit ist. Hieraus resultiert der zweite Aspekt, dass nämlich das Amt der Rechtsbeschwerden über dem Qādī-Amt steht, die Hisba aber darunter.
Während des Mittelalters verfassten mehrere muslimische Gelehrte Hisba-Handbücher, in denen sie die Aufgaben des Muhtasibs beschrieben. Das bekannteste Werk dieser Art ist das Buch Nihāyat ar-rutba fī talab al-hisba (Der höchste Grad beim Studium der Hisba), als dessen Autor heute ein gewisser ʿAbd ar-Rahmān ibn Nasr asch-Schaizarī angenommen wird. Er hat wahrscheinlich im 12. Jahrhundert in Syrien gelebt. Auf der Grundlage von asch-Schaizarīs Werk erstellte später der ägyptische Gelehrte Ibn al-Uchūwa (gest. 1329), selbst langjähriger Muhtasib, ein neues, besonders umfassendes Hisba-Handbuch mit dem Titel Maʿālim al-qurba fī aḥkām al-ḥisba (Zeichen der Gottesnähe über die Regeln der Hisba). Es enthält siebzig Kapitel und beschreibt sehr ausführlich die Aufsichtsaufgaben, die der Muhtasib gegenüber den verschiedenen Handwerkergruppen wahrzunehmen hatte. 
Das Hisba-Amt wird außerdem in der Muqaddima von Ibn Chaldūn beschrieben.

## Hisba-Klagen
Wenn der Mitmensch sündigt, kann jeder eine Hisba-Klage erheben. In den 1990er Jahren war dies in Ägypten auch formaljuristisch jedem Bürger möglich. 
- Der Schriftsteller Salman Rushdie wurde am 14. Februar 1989 vom iranischen Staatsoberhaupt Chomeini mittels einer Fatwa zum Tode verurteilt, weil Rushdies 1988 erschienenes Buch Die satanischen Verse „gegen den Islam, den Propheten und den Koran“ gerichtet sei. Salman Rushdie war vogelfrei. Chomeini rief die Moslems in aller Welt zur Vollstreckung auf. Um die Durchführung zu beschleunigen, wurde ein Kopfgeld von drei Millionen US-Dollar ausgesetzt.

- Der kairiner Universitätsprofessor Nasr Hamid Abu Zaid hat den Koran literaturwissenschaftlich erforscht. Er wurde wegen seiner Auffassung über den Koran 1995 von einem Gericht in Kairo als Abtrünniger vom Islam betrachtet und zwangsweise geschieden. Er emigrierte deshalb mit seiner Frau in die Niederlande.

- Amina Lawal wurde 2002 von einem nigerianischen Gericht zur Steinigung verurteilt, weil sie als geschiedene Frau ein Kind erwartete.

## Nigeria
Siehe auch: Hisba-Gruppen in Nigeria und Scharia-Konflikt in Nigeria
Nach der Wahl des Christen Olusegun Obasanjo zum Präsidenten von Nigeria akzeptieren seit 2000 folgende Bundesstaaten die Scharia als ihr Rechtssystem, werden damit zu islamischen Gottesstaaten und nutzen entsprechend die Institution Hisba:
- Nordwesten: Zamfara, Sokoto, Kebbi, Kano, Jigawa, Katsina und Kaduna,
- Nordosten: Yobe, Borno, Bauchi und Gombe im Nordosten,
- Mitte: Niger.